# Schwenkbereich

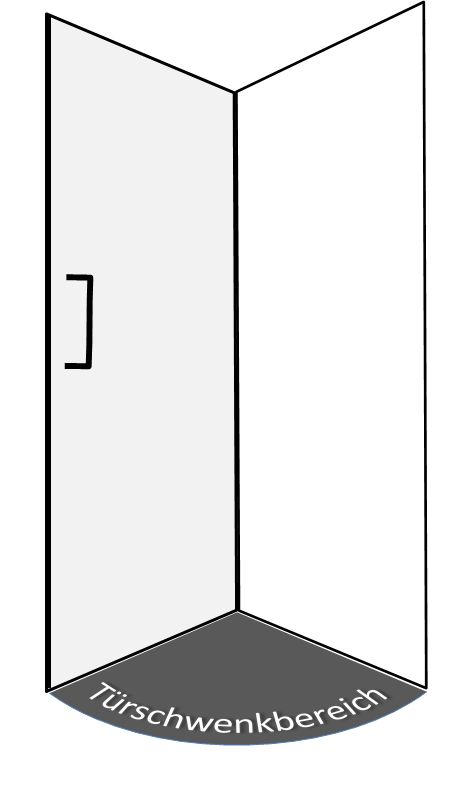
Anschlagtür mit Türschwenkbereich

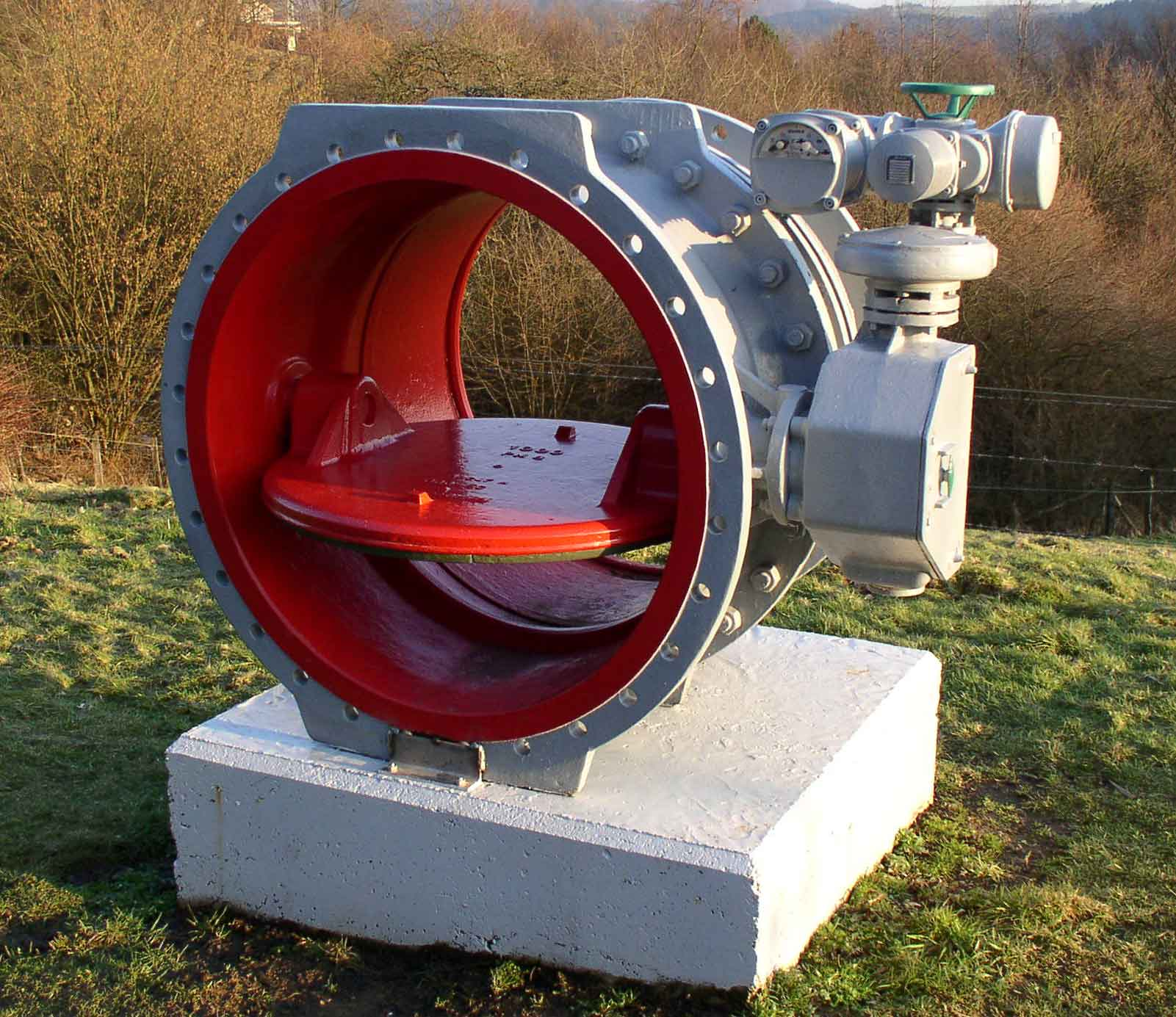
Schwenkbare Absperrklappe

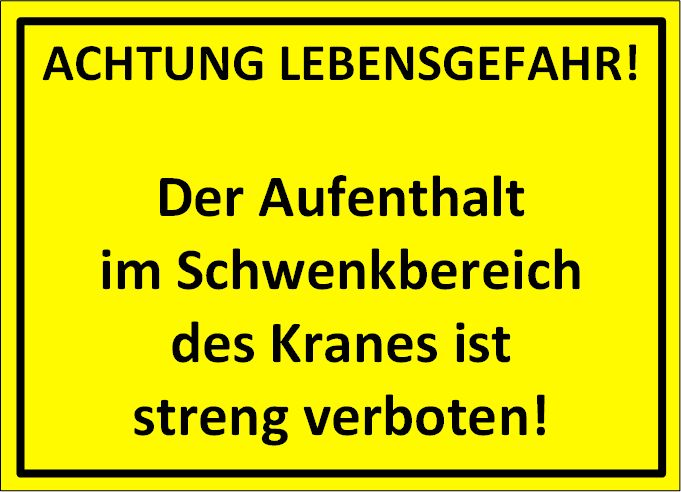
Warnung/Hinweisschild zum Verbot des Aufenthalts im Schwenkbereich eines Krans

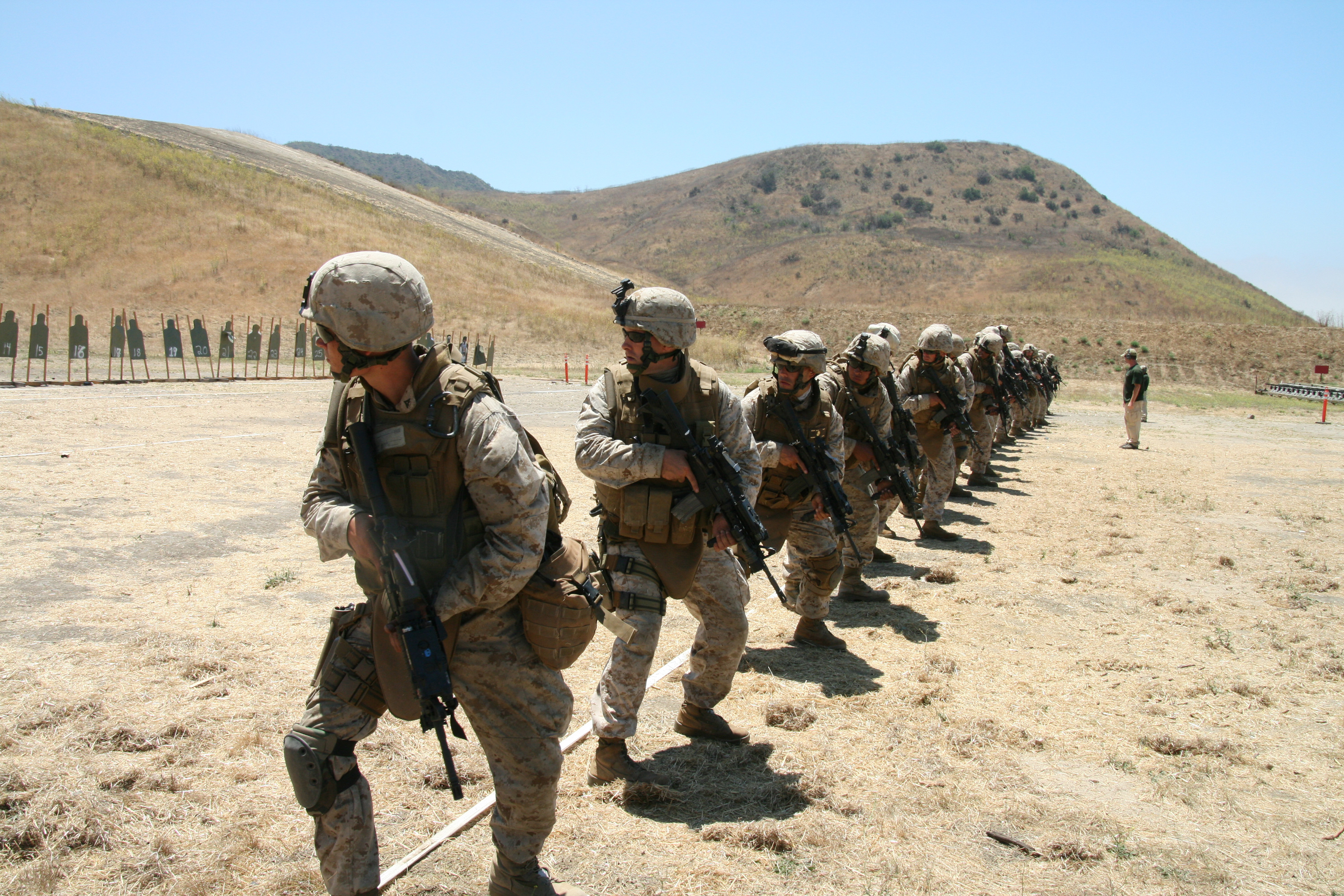
Reserve Marines des 2. Bataillon, 25. Marine-Regiment (USA) bei einer militärischen Übung: „Schwenken und Schießen“

Der Schwenkbereich (seltener: Drehbereich) ist der maximale Bereich, innerhalb dessen sich etwas schwenken lässt. Das Schwenken ist dabei die ausführende Handlung, während der Schwenkbereich die äußersten Grenzen für die Handlung (das Schwenken) darstellt. Über den gesamten Schwenkbereich ist der Schwenkwinkel stufenlos oder über ein Raster erreichbar.
Im Gegensatz zur (theoretisch) endlosen Drehung ist der Schwenkbereich eingeschränkt im Bereich von 0° bis maximal 360° und somit in der Regel weniger als eine volle Umdrehung. Beispiele:
- der Schwenkbereich eines Krans wird vom Hersteller horizontal mit 0° bis 300° angegeben;
- der Schwenkbereich des Geschützes ist vertikal von 20° bis 35° begrenzt.
- der Schwenkbereich des Garagentores beträgt lt. Hersteller 0° bis 90° mit einer maximalen Ausladung nach vorne beim Auf- oder Zuschwenken von 1,5 Meter.

Ein Schwenkbereich kann in horizontaler, schräger oder vertikaler Bewegung, aber auch in Kombination verschiedener Bewegungen bestehen. Die Kombination aus der Schwenkung in horizontaler und vertikaler Lage wird zur Diagonalen oder zu einer Kurvenform.
Durch die Festlegung des Schwenkbereiches wird der maximale Arbeitsbereich eines Objekts beschrieben; dieser kann auch als möglicher Gefahrenbereich verstanden werden, etwa hinsichtlich von Verletzungsrisiken, möglicher Beschädigung oder hinsichtlich des Zeitraums, in dem eine spontane oder geplante Handlung oder Reaktion möglich ist bzw. eintreten wird/soll.

## Wortherleitung
Schwenk (schwenken) bedeutet eine Richtungsänderung.
Nach Adelung ist das Wort schwenken von schwingen abgeleitet. Beispiel: In einem Schwunge bewegen, die Fahne schwenken, sich mit einem Schwunge wenden.
Schwanken hingegen sei das Activum von schwanken, dieses schwenken aber von schwingen, daher die beyden Activa eben so unterschieden sind, als ihre Neutra.

## Gefahren
Schwenkbereiche können Gefahrenbereiche darstellen und sind unter Umständen abzuschranken, zu kennzeichnen bzw. es ist vor diesen Gefahren durch andere geeignete Mittel zu warnen. Dies kann z. B. auch durch schriftliche Gefahrenhinweise oder Piktogramme erfolgen.
Beispiel: Der Aufenthalt im Schwenkbereich des Baggers / Kranes und unter schwebenden Lasten ist verboten.

## Film, Fernsehen, Fotografie, Überwachungskamera
Im Film- bzw. Fernsehgewerbe, Fotografie, Überwachung von Arealen durch Aufzeichnung von Bildern etc. wird Schwenk als Bewegung/Drehung der aktiven Kamera um ihre senkrechte oder waagerechte Achse verstanden. Dabei kann der Schwenk im Bereich der künstlerischen Verwendung von Filmmaterial als stilistisches Element mehr oder weniger lange über das aufzunehmende Objekt wandern. Der Schwenkbereich ist dabei der gesamte Bereich, in dem die Bilder erfasst werden.
Bei Überwachungskameras ist der Schwenkbereich unter Umständen aus datenschutzrechtlichen Gründen vorab festzulegen und zu dokumentieren. Der Schwenkbereich darf nicht eigenmächtig erweitert werden (z. B. bei der Überwachung eines privaten Areals auf Grundstücke anderer Eigentümer oder in den öffentlichen Bereich hinein).

## Militär
Im militärischen Bereich bedeutet schwenken unter anderem auch eine einheitliche Richtungsänderung (z. B. die marschierende Kolonne machte einen Schwenk nach rechts). Der Schwenkbereich ist dabei der gesamte Bereich, den die Marschkolonne für den Schwenk benötigt.

## Normen (Beispiele)
- DIN EN 12519
- DIN 107
- ÖNORM B 5328
- ISO 7010 (nationale Umsetzung z. B.: DIN EN ISO 7010 oder ÖNORM EN ISO 7010).